# Northumberland
Northumberland (wym. [nɔrˈθʌmbərlənd]) – hrabstwo ceremonialne i historyczne oraz jednostka administracyjna typu unitary authority w północno-wschodniej Anglii, w regionie North East England, położone przy granicy ze Szkocją, nad Morzem Północnym.
Powierzchnia hrabstwa wynosi 5014 km², a liczba ludności – 316 002 (2016). Z gęstością zaludnienia wynoszącą 63,0 os./km² jest to najrzadziej zaludnione hrabstwo Anglii. Ośrodkiem administracyjnym hrabstwa jest Morpeth a największym miastem – Blyth. Innymi większymi miastami na terenie hrabstwa są Cramlington, Ashington, Bedlington oraz Berwick-upon-Tweed.
W północno-wschodniej części hrabstwa znajdują się niskie góry Cheviot Hills a na zachodzie i południowym zachodzie Góry Pennińskie. Wschodnią, nadmorską część zajmuje nizina. Na terenie hrabstwa znajduje się Park Narodowy Northumberland.
Na północy Northumberland graniczy ze Szkocją, na zachodzie z Kumbrią, na południowym zachodzie z hrabstwem Durham a na południowym wschodzie z Tyne and Wear.

## Podział administracyjny

### Obecny
Obszar hrabstwa ceremonialnego jest tożsamy z obszarem zajmowanym przez jednostkę administracyjną unitary authority Northumberland.

### Do 2009

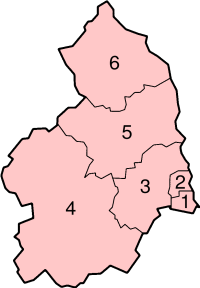
Podział administracyjny hrabstwa Northumberland do 2009 roku

Przed reformą administracyjną przeprowadzoną w 2009 roku Northumberland było hrabstwem niemetropolitalnym, w którego skład wchodziło sześć dystryktów. Granice hrabstwa ceremonialnego były, tak jak i obecnie, identyczne z granicami jednostki administracyjnej.
1. Blyth Valley
2. Wansbeck
3. Castle Morpeth
4. Tynedale
5. Alnwick
6. Berwick-upon-Tweed